# Julius Mebes
Julius Mebes (* 1796; † 13. Oktober 1882) war ein preußischer Oberst und Verfasser einer zweibändigen Abhandlung zur preußischen Geschichte und Armee.

## Leben
Mebes trat 1812 in die brandenburgische Festungspionierkompagnie der preußischen Armee ein. 1813 avancierte er zum Sekondeleutnant in der Kompagnie und fand noch im selben Jahr als Feld-Ingenieur vor Danzig Verwendung. Im Folgejahr war er zum Fortifikationsdienst in Danzig, Küstrin und Kolberg eingeteilt. 1815 wurde er Adjutant bei Oberst Pullet, dem Brigadier der Festungen in Pommern und Brandenburg. Mebes avancierte 1816 zum Premierleutnant und 1817 zum Kapitän. Er wurde dann 1831 Ingenieur-Offizier vom Platz in Thorn und wechselte 1836 in gleicher Funktion zurück nach Danzig. Seiner Beförderung zum Major erfolgte 1838 und ab 1841 war er Kommandeur des Garde-Pionier-Bataillon. 1846 wurde er Inspekteur der dritten Festungs-Inspektion und avancierte im Folgejahr zum Oberstleutnant.  Er beschloss seine aktive Laufbahn 1848 als Oberst z. D.
Mebes wurde mit dem Eisernen Kreuz 2. Klasse und dem Roten Adlerorden 4. Klasse, dem St. Annen-Orden 3. Klasse und dem Dienstauszeichnungskreuz geehrt.
Mebes genoss die besondere Gunst Kaiser Wilhelms I., der ihm eine Wohnung in einem der Krone gehörenden Haus überließ (Am Kupfergraben 4 a) und freien Eintritt ins königliche Theater gewährte. Eine umfassende Bibliothek mit kriegsgeschichtlicher Literatur gelangte nach dem Tod in den Besitz des Berliner Antiquars Max Mai.

## Werk
- Julius Mebes: Beiträge zur Geschichte des brandenburgisch-preußischen Staates und Heeres. (= Beiträge zur Geschichte des brandenburgisch-preußischen Staates und Heeres. Band 1) Lüderitz, Berlin 1861. (Digitalisat)
- Julius Mebes: Beiträge zur Geschichte des brandenburgisch-preußischen Staates und Heeres. (= Beiträge zur Geschichte des brandenburgisch-preußischen Staates und Heeres. Band 2) Selbstverlag, Berlin 1867. (Digitalisat)

Für sein viel beachtetes Werk hat sich beispielsweise auch Feldmarschall Wrangel 1867 öffentlich bedankt.